# خطر ماقبل آخر
خطر ماقبل آخر (به انگلیسی: The Penultimate Peril) نام دوازدهمین کتاب از مجموعه ماجراهای بچه‌های بدشانس است. این کتاب توسط دنیل هندلر با نام مستعار لمونی اسنیکت نوشته شده و برت هلکوئیست آن را تصویرگری کرده‌است.